# 茨木市立五十鈴市民プール
茨木市立五十鈴市民プール（いばらきしりついすずしみん-）は、大阪府茨木市にあるプール施設。茨木市で2番目の市民プールとして、1981年に「茨木市立第二市民プール」という名称でオープン。1983年に温水プールが設置され、1993年の西河原市民プールの開設により、現在の名称に変更された。

## 施設概要
- 所在地：〒567-0842 大阪府茨木市五十鈴町11番13号
- 設立：1981年6月
- 構造：鉄筋コンクリート造・地下1階地上2階建
- 敷地面積：4,444.04平方メートル
- 建物面積：1,792.71平方メートル
- 延床面積：3,611.96平方メートル

## 各階の案内
地下1階
本館：自転車置場、機械室
屋外：50mプール（8レーン）、幼児プール
1階
更衣室、シャワー室、事務室、トレーニング室、ミーティング室、料金所、監視員室、保健室他
2階
室内（温水）プール（25m×7レーン）、更衣室、観覧席、サウナ他

## 利用時間
- 屋外プール（夏期）：9時～18時30分
- 屋内プール（夏期）：9時～20時30分（入場は19時まで）
- 屋内プール（温水）：9時45分～20時30分（入場は19時まで）

## 休業日
- 第2・第4火曜日

12月28日～翌年1月4日

## 利用時間
- 屋外プール（夏期）：9時～18時30分
- 屋内プール（温水）：10時～20時（入場は19時まで）

## 自転車での来館
駐輪場は約1500台収容可能。
料金は無料。
利用可能時間は9時～20時30分

## アクセス
- 阪急京都線茨木市駅より近鉄バス水尾3丁目行き「桑田町北」下車、徒歩約2分